# DFF – Deutsches Filminstitut & Filmmuseum
Das DFF – Deutsches Filminstitut & Filmmuseum e. V. ist seit 1949 eine öffentlich geförderte filmwissenschaftliche Einrichtung in Form eines eingetragenen Vereins mit Sitz in Frankfurt am Main. 2006 wurde das 1984 ebenfalls in Frankfurt gegründete Deutsche Filmmuseum mit dem Filminstitut zusammengeführt, jedoch erst 2019 der ursprüngliche Gründungsname Deutsches Filminstitut e. V. (DIF) aufgegeben.

## Geschichte
Das Institut wurde am 13. April 1949 unter dem Namen Deutsches Institut für Filmkunde (DIF) gegründet. 1952 folgte die Gründung des Deutschen Filmarchiv als eigenständige Abteilung des DIF. Aufgrund einer Reorganisation wurde 1956 das Filmarchiv vom Institut abgetrennt. Am 1. Januar 1959 schied Hanns Wilhelm Lavies (dieser hatte sein Archiv für Filmwissenschaft in Marburg 1947 gegründet) aus dem Institut aus, sein Nachfolger wurde Max Lippmann.
Zwischen 1966 und 1981 stand Theo Fürstenau dem Institut vor. 1981 wurde Gerd Albrecht zum Direktor des DIF ernannt. Am 1. Februar 1997 wurde Claudia Dillmann Leiterin der Institution, die sich vom 30. Oktober 1999 an offiziell „Deutsches Filminstitut – DIF“ nennt. Claudia Dillmann verabschiedete sich Mitte September 2017 in den vorzeitigen Ruhestand. Als ihre Nachfolgerin benannte der Verwaltungsrat des DIF im September 2017 Ellen Harrington, die ihr Amt am 1. Januar 2018 antrat.
Das Institut verfügt über eines der größten Filmarchive in der Bundesrepublik und über eine der umfangreichsten Materialsammlungen zu allen Aspekten von Filmkunst und Kino. Im März 2006 fusionierte das Deutsche Filminstitut mit dem Deutschen Filmmuseum.
Im Stadtteil Frankfurt-Fechenheim unterhält das Institut das Gerätearchiv. Auf ca. 600 Quadratmetern werden dort mehr als 2800 Einzelstücke wie Kameras, Schneidetische und Zubehör aufbewahrt.
Projekte des Instituts sind:
- Die Edition der Zensurentscheidungen der Berliner Film-Oberprüfstelle aus den Jahren 1920 bis 1938
- COLLATE – Ein kollaboratives System zur Annotation und Indexierung von Archivmaterialien
- European Film Gateway (EFG) – Portal zu digitalen Sammlungen europäischer Filmarchive
- filmarchives-online.eu – Verbundkatalog europäischer Filmarchive
- filmportal.de – Ein Internet-Portal zum deutschen Film
- Institutionenübergreifende Integration von Normdaten (IN2N)

Das DIF ist Mitglied im Deutschen Kinemathekenverbund und in der Association des Cinémathèques Européennes (ACE).

## Auszeichnungen
- 2019: Hessischer Film- und Kinopreis – Ehrenpreis des Hessischen Ministerpräsidenten[5]